# Lamborghini Diablo
Lamborghini Diablo – supersamochód produkowany przez włoską markę Lamborghini w latach 1990 – 2001.

## Historia i opis modelu

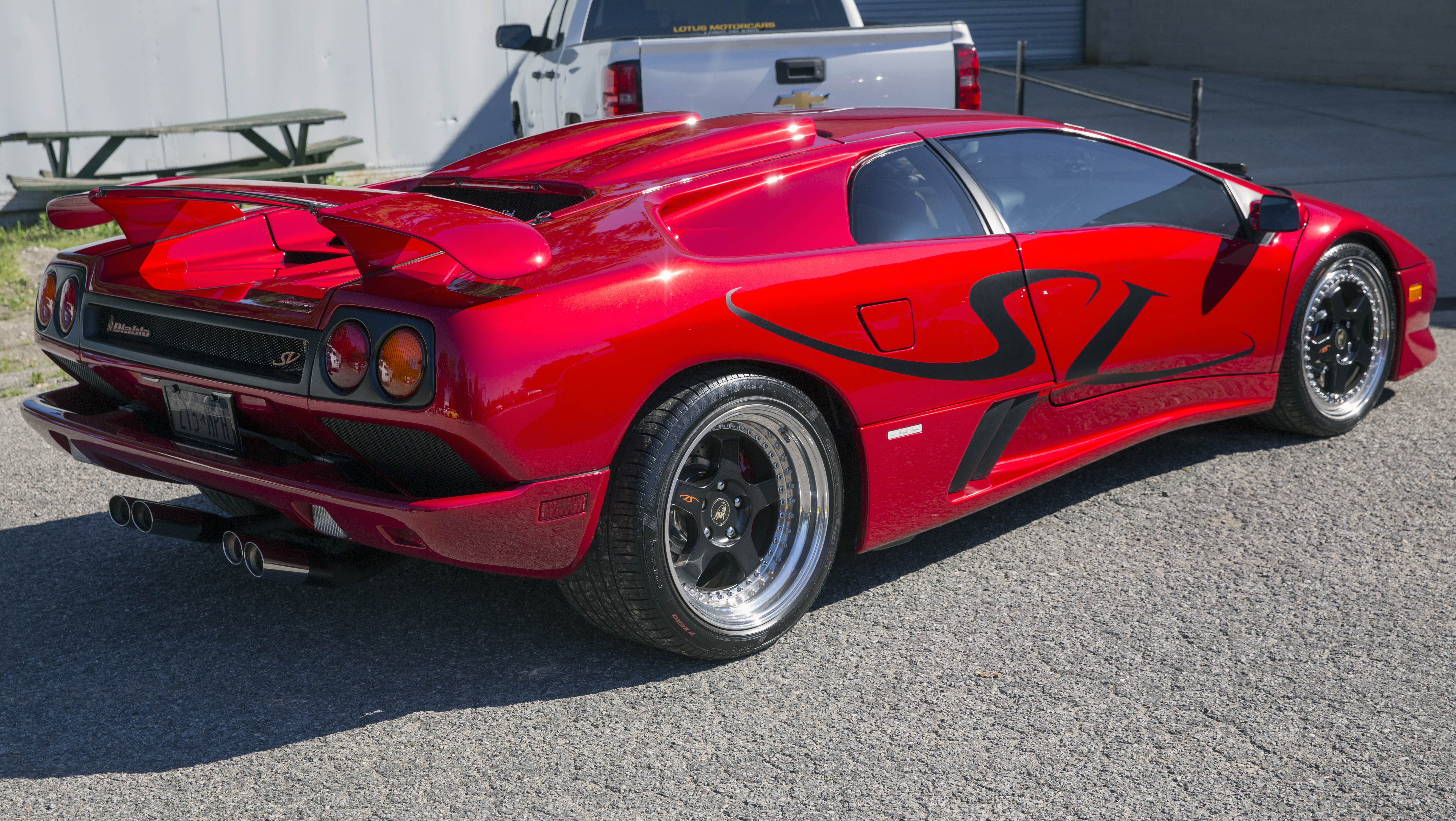
Lamborghini Diablo SV – tył

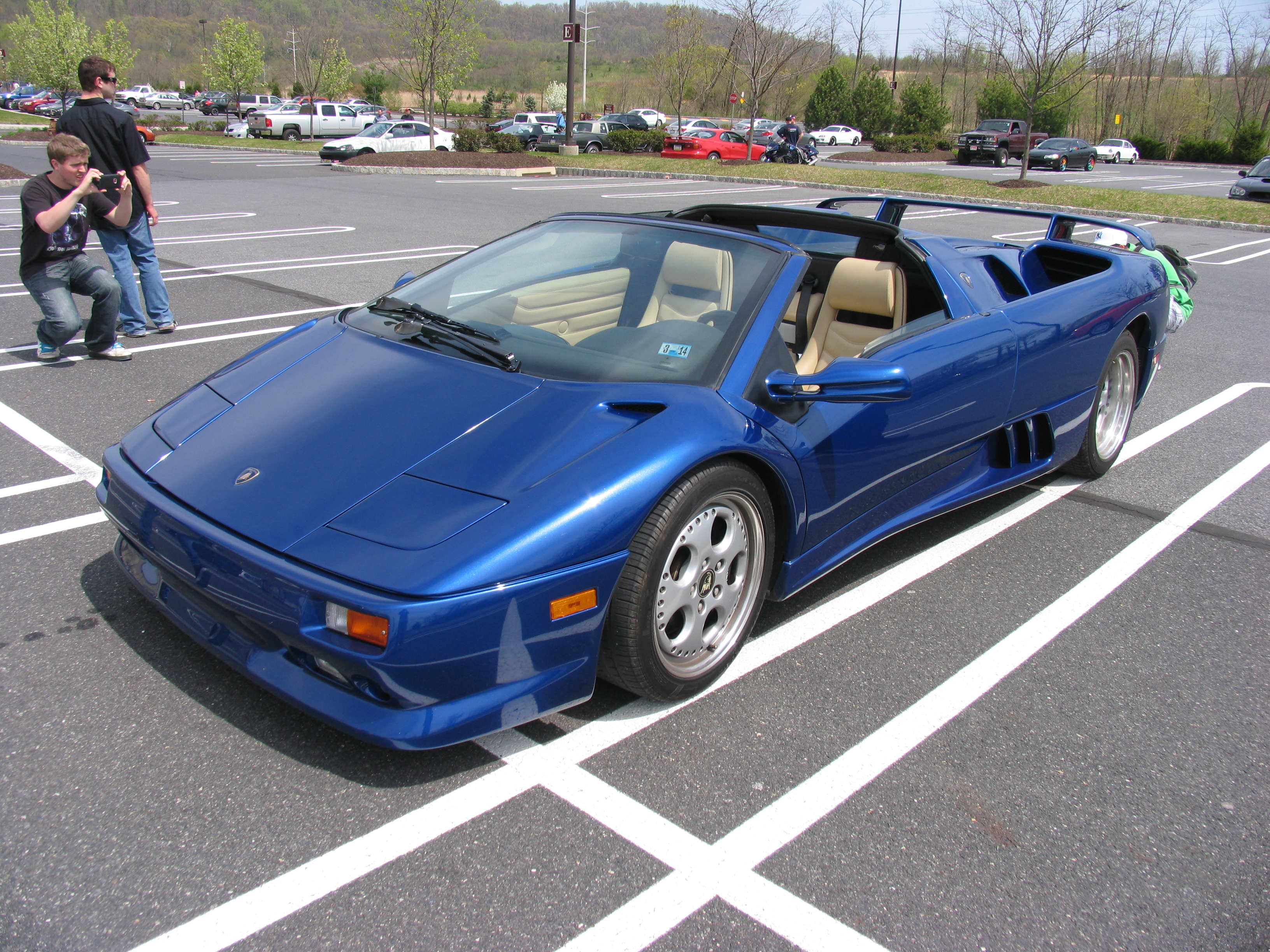
Lamborghini Diablo VT Roadster

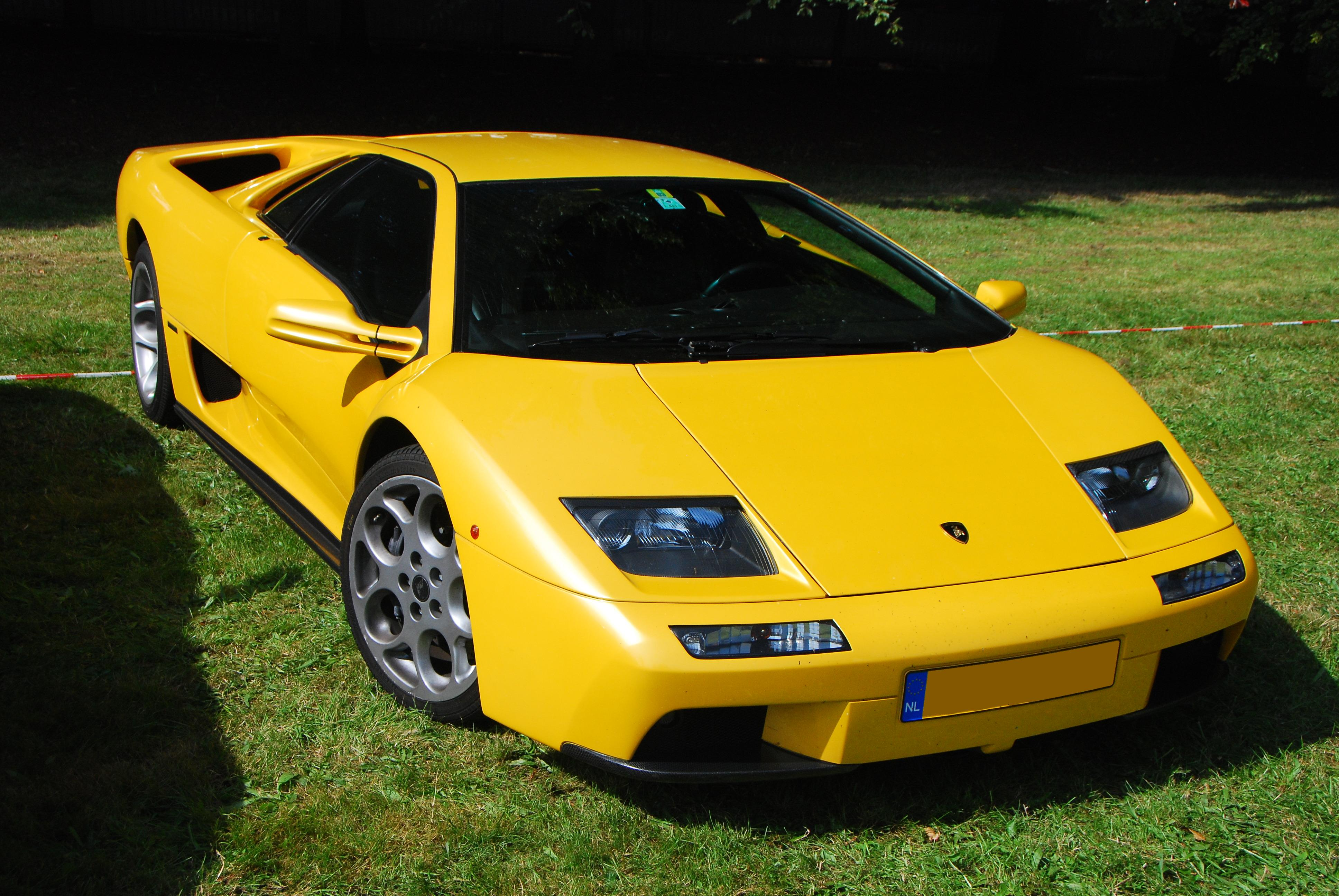
Lamborghini Diablo VT 6.0

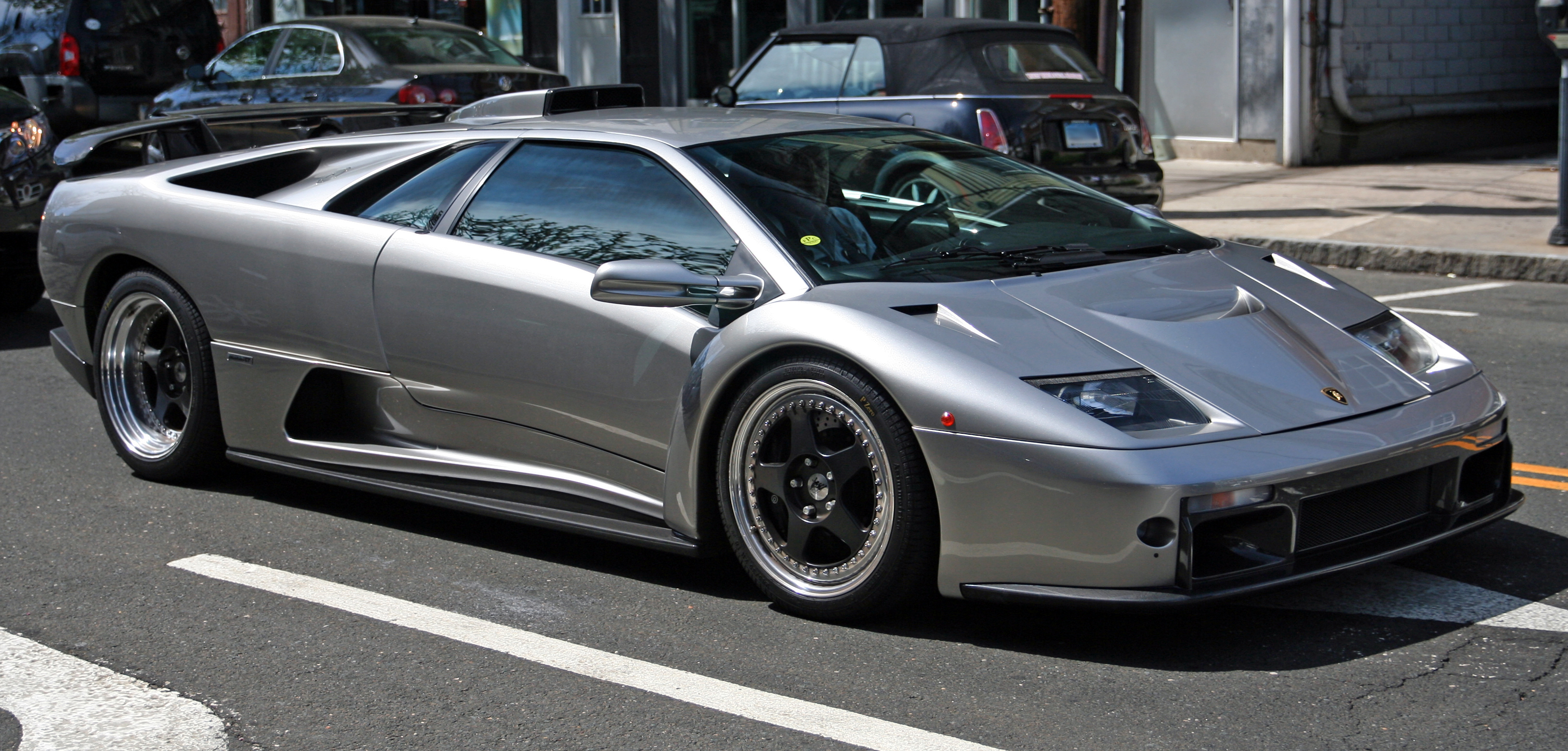
Lamborghini Diablo GT

Diablo w 1990 był mianowany tytułem najszybszego samochodu świata – osiągnął 329 km/h. Odebrał go swojemu największemu rywalowi, Ferrari F40, i dzierżył go od 1990 do 1991. Zdołał poprawić rekord tylko o 1 km/h. W 1991 supersportowy Bugatti EB110 odebrał mu ten tytuł. Przez cały okres produkcji sprzedano 2903 egzemplarze.

### Lamborghini Diablo (1990–1998)
Firma Lamborghini wprowadziła model Diablo w zastępstwie dla starzejącego się modelu Countach. Auto trafiło do sprzedaży 21 stycznia 1990. Jego cena wynosiła wtedy 240 000 dolarów. Czterdziestoośmiozaworowy silnik o pojemności 5,7 litra generował moc 492 koni mechanicznych (367 kW) oraz moment obrotowy wynoszący 580 Nm. Dzięki temu pojazd rozpędza się do 100 km/h w 4 sekundy, a jego prędkość maksymalna wynosi 325 km/h.
Diablo był lepiej wyposażony niż Countach; standardowe wyposażenie obejmowało w pełni regulowane siedzenia i kierownicę, elektryczne szyby, system stereo Alpine i wspomaganie kierownicy od 1993 roku. Układ ABS nie był początkowo dostępny. Dostępnych było kilka opcji, w tym specjalnie formowany fotel kierowcy, zmieniarka CD i subwoofer, tylny spojler, fabrycznie montowany zestaw bagażowy (w cenie 2600 USD) oraz ekskluzywny zegar Breguet na deskę rozdzielczą (w cenie 10 500 USD).

#### Silnik
- V12 5,7 l (5707 cm³), 4 zawory na cylinder, DOHC
- Układ zasilania: wtrysk
- Średnica × skok tłoka: 87,00 mm × 80,00 mm
- Stopień sprężania: 10,0:1
- Moc maksymalna: 492 KM (366,9 kW) przy 7000 obr./min
- Maksymalny moment obrotowy: 580 N•m przy 5200 obr./min

#### Osiągi
- Przyspieszenie 0-100 km/h: 4,09 s
- Prędkość maksymalna: 326 km/h

### Lamborghini Diablo VT (1993–2001)
Po trzech latach produkcji bazowego modelu Diablo, firma Lamborghini postanowiła wprowadzić do produkcji nowszą wersję. W porównaniu z pierwszą generacją, dodano napęd na wszystkie koła (wykorzystując zmodyfikowany mechanizm różnicowy z LM002 ) dzięki czemu można było przenieść 25% momentu obrotowego na przednią oś, 4-tłoczkowe hamulce Brembo, wspomaganie kierownicy, odświeżoną wersję deski rozdzielczej oraz nowy system zawieszenia poprawiający twardą charakterystykę. W aucie wciąż nie zainstalowano systemu ABS. Dodano również przednie wloty powietrza pod światłami drogowymi poprawiające chłodzenie hamulców, większe wloty w tylnych nadkolach,  
Wiele z tych ulepszeń, z wyjątkiem napędu na cztery koła, zostało wkrótce przeniesionych do bazowego Diablo, dzięki czemu samochody wizualnie były niemal identyczne

#### Silnik
- V12 5,7 l (5707 cm³), 4 zawory na cylinder, DOHC
- Układ zasilania: wtrysk
- Średnica × skok tłoka: 87,00 mm × 80,00 mm
- Stopień sprężania: 10,0:1
- Moc maksymalna: 492 KM (366,9 kW) przy 7000 obr./min
- Maksymalny moment obrotowy: 580 N•m przy 5200 obr./min

#### Osiągi
- Przyspieszenie 0-100 km/h: 4,1 s
- Prędkość maksymalna: 326 km/h

### Diablo SE30 i Diablo SE30 Jota (1993–1996)
Diablo SE30 został wprowadzony w 1993 roku jako specjalny model limitowanej produkcji dla upamiętnienia 30-lecia firmy. Samochód został zaprojektowany w dużej mierze jako uliczny pojazd wyścigowy, który był lżejszy (prawie o 125 kg) i mocniejszy niż standardowy Diablo. 
Silnik otrzymał doładowanie do 527 KM za pomocą dostrojonego układu paliwowego, poprawionego przepływu układu wydechowego i magnezowych kolektorów dolotowych. Samochód pozostał z napędem na tylne koła, aby zaoszczędzić na wadze i pominięto także elektrycznie regulowane amortyzatory modelu VT, był natomiast wyposażony w stabilizatory o regulowanej sztywności, którymi można było sterować z wnętrza.
Masę samochodu obniżono poprzez wymianę elektrycznie szklanych szyb bocznych na stałe pleksiglasowe (z małym przesuwanym okienkiem wentylacyjnym, jak w wielu samochodach wyścigowych) oraz usunięcie luksusowych funkcji, takich jak klimatyzacja, Radio i wspomaganie kierownicy. Fotele z włókna węglowego z 4-punktowymi pasami wyścigowymi i systemem przeciwpożarowym dodały wyścigowego charakteru.
Z zewnątrz SE30 różniło się od innych modeli Diablo, poprawioną przednią deską rozdzielczą z kanałami chłodzącymi z paskami i głębszym spojlerem, podczas gdy tylne kanały chłodzące zostały zmienione na pionowe w kolorze nadwozia. Emblemat wściekłego byka został przeniesiony z przodu pokrywy bagażnika na przedni panel samochodu pomiędzy przednimi kierunkowskazami. Pokrywa silnika miała listwy zakrywające wąską tylną szybę (żaluzję), podczas gdy większy spojler był montowany jako standardowe wyposażenie. 
Pojedyncze tylne światło przeciwmgielne i tylne światło cofania, które znajdowały się po obu stronach tylnej osłony chłodnicy, zostały przeniesione do zderzaka; (ta zmiana została później zastosowana do wszystkich modeli Diablo ) Uzupełnieniem zewnętrznych różnic były specjalne felgi ze stopu magnezu, plakietka SE30 i nowy metaliczny fioletowy kolor lakieru (można go zmienić na życzenie).
Zbudowano tylko 150 modeli SE30, z czego około 15 przekonwertowano na specyfikację „Jota” (chociaż wyprodukowano 28 zestawów Jota).
„Jota” był fabrycznym zestawem modyfikacyjnym, zaprojektowanym w celu przekształcenia nastawionego na wyścigi SE30. Tym razem w prawdziwego zawodnika torowego, aczkolwiek kosztem dopuszczenia do ruchu na publicznych drogach. 
Zmieniona pokrywa silnika z dwoma kanałami wystającymi ponad linię dachu wtłaczała powietrze do układu dolotowego; podobny projekt pokrywy został później zastosowany w modelu Diablo SV. Przy jeszcze większym dostrojeniu znakomitego już silnika V12, uzyskano  moc wyjściową 595 KM i moment obrotowy 639 N⋅m.
Zamontowano większe tarcze hamulcowe,  6-biegową, zsynchronizowaną skrzynią biegów.
Usunięto  lusterko wsteczne z wnętrza, ponieważ było całkowicie bezużyteczne w połączeniu ze zmienioną pokrywą silnika, co dodatkowo zwiększyło wyścigowy charakter samochodu. 

#### Silnik
- V12 5,7 l (5707 cm³), 4 zawory na cylinder, DOHC
- Układ zasilania: wtrysk
- Średnica × skok tłoka: 87,00 mm × 80,00 mm
- Stopień sprężania: 10,0:1
- Moc maksymalna: 595 KM (387,8 kW) przy 7100 obr./min
- Maksymalny moment obrotowy: 580 N•m przy 5900 obr./min

#### Osiągi
- Przyspieszenie 0-100 km/h: 4,0 s
- Prędkość maksymalna: 338 km/h

### Diablo SV (1995–2000)
Diablo SV został zaprezentowany w 1995 roku na Salonie Samochodowym w Genewie, przywracając tytuł Super Veloce, użyty po raz pierwszy w Miura SV.
SV jest wersją oparta na standardowym Diablo,  dlatego też nie ma napędu na cztery koła jak to było w przypadku wersji VT, natomiast wnętrze było już zmodernizowane jak w wersji VT 
Godną uwagi cechą SV jest wzrost mocy wyjściowej do 510 KM przy 7100 obr./min i 580 N⋅m momentu obrotowego przy 5900 obr./min, co w połączeniu z napędem na tylną oś.
Pomimo wyższej mocy wyjściowej, SV był wyceniony jak model podstawowy w asortymencie Diablo, nieznacznie spadając poniżej standardowego Diablo.
Regulowany tylny spojler był montowany jako standardowe wyposażenie i mógł być dopasowany kolorystycznie do karoserii lub wykonany z włókna węglowego. Inne zmiany zewnętrzne obejmowały czarne obramowania tylnych lamp, przeniesione tylne światła przeciwmgłowe i światła cofania, jak w SE30, podwójne przednie światła przeciwmgielne (zamiast czterech mniejszych, jakie można było znaleźć we wszystkich poprzednich modelach), dodatkowy zestaw kanałów chłodzących przedniego hamulca, pokrywa silnika podobna do tej zainstalowanej w Diablo SE30 Jota oraz opcjonalne naklejki „SV” na boki samochodu. 
SV posiadał również przednie hamulce o większej średnicy (340 mm (13,4 cala)) a co za tym idzie, koła miały teraz średnicę 18 cali.
W 1998 roku wyprodukowano limitowaną serię 20 samochodów Diablo SV wyłącznie na rynek Stanów Zjednoczonych i nazwano ją Monterey Edition.

### Facelifting

#### Diablo SV
Diablo przeszedł lifting w połowie 1999 roku. Lamborghini uprościło gamę modeli, eliminując „podstawowe” Diablo (od teraz SV stał się nowym podstawowym modelem) i zastosowano uniwersalne poprawki w całej gamie modeli.
Najbardziej zauważalną zmianą zewnętrzną było zastąpienie wysuwanych reflektorów znanych z poprzednich Diablo stałymi  lampami zapożyczonymi na licencji z Nissana 300ZX (Z32) gdzie występowały pierwotnie. Wszystkie modele zostały również wyposażone w nowe 18-calowe koła.
Gama Diablo otrzymała również zaktualizowane wnętrze. Zamiast tradycyjnej płaskiej deski rozdzielczej z oddzielnym pionowym zestawem przyrządów, jak w wielu włoskich samochodach sportowych tamtej epoki,  Zastosowano nową deskę rozdzielczą zintegrowaną w kształcie fali. Cienki pasek czarnego szkła biegał wzdłuż deski rozdzielczej i zawierał różne wskaźniki przyrządów i lampki ostrzegawcze. Ten estetyczny projekt, został zainspirowany produktami firmy Bang & Olufsen
Moc silnika została zwiększona do 536 KM (394 kW; 529 KM) i 605 N⋅m (446 lb⋅ft) momentu obrotowego zarówno dla modeli SV, jak i VT, zastosowano w standardzie zmienne fazy rozrządu. 
Po raz pierwszy w Lamborghini, Diablo zostało wyposażone w układ ABS Kelsey-Hayes, uzupełniający tarcze hamulcowe o większej średnicy.

#### Diablo VT i VT Roadster
Druga generacja coupé i roadstera VT otrzymała te same kosmetyczne i mechaniczne ulepszenia, co model SV, w tym  reflektory, odnowione wnętrze, silnik o mocy 536 KM (394 kW; 529 KM) i ABS.
Wszystkie modele VT ze specyfikacją amerykańską, zarówno coupé, jak i roadster, miały te same unikalne przednie i tylne deski rozdzielcze, jak w oryginalnym VT Roadster, wraz z pomalowanymi pionowo tylnymi kanałami hamulcowymi, które zadebiutowały w modelu SE30; te wariacje kosmetyczne były dostępne jako opcje w coupé VT z reszty świata.

#### Diablo VT 6.0 i
W 1994 roku Chrysler opuścił F1 i sprzedał Lamborghini indonezyjskiej grupie. W 1998 roku Audi AG przejęło Lamborghini od swoich byłych właścicieli z Azji Południowo-Wschodniej, MyCom i V'Power, i postanowiło zmodernizować i udoskonalić Diablo, podczas gdy jego następca, Murciélago, był opracowywany.
Audi zleciło ówczesnemu głównemu projektantowi Lamborghini, Lucowi Donckerwolke, zaprojektowanie bardziej wyrafinowanego i nowoczesnego Diablo. W rezultacie VT 6.0 zawierał znaczące zmiany stylistyczne zarówno wewnątrz, jak i na zewnątrz.
Na zewnątrz VT 6.0 różnił się od swoich poprzedników poprawionym przednim pasem z dwoma dużymi wlotami powietrza (podobnymi do tych zastosowanych później w Murciélago). Wloty powietrza, panel przedni i skrzydła zostały przerobione i wygładzone, wskaźniki zostały powiększone i przesunięte, a małe wloty powietrza w szczytach skrzydeł zostały pominięte. Tył samochodu pozostał podobny, ale obramowania tylnych świateł były teraz w kolorze nadwozia (zamiast przezroczystej czerwieni lub czerni), a same światła przypominały te z torowego wariantu GT. Aluminiowe 18-calowe koła OZ, stylizowane na 5-otworową „tarczę telefoniczną”, podobną do tej, którą można zobaczyć w późniejszych modelach Countach. Wnętrze zostało udoskonalone dzięki ulepszonej klimatyzacji i zmienionemu ustawieniu siedzenia i pedałów.
Silnik był tym samym który zastosowano w wersji GT z limitowanej produkcji i posiadał zaktualizowane oprogramowanie ECU, a także nowe układy dolotowe i wydechowe oraz udoskonalony układ zmiennych faz rozrządu ze zmienionymi wałkami rozrządu. Silnik miał moc 550 KM i moment obrotowy 620 N⋅m.
Ze względu na rozwój Murciélago, Diablo VT 6.0 był dostępny tylko w wersji nadwozia typu coupé i nie planowano więcej modeli roadstera ani SV; jednak klienci mogli specjalnie zamówić wersję VT 6.0 z napędem na tylne koła.

#### VT 6.0 SE
Pod koniec produkcji Diablo firma wprowadziła limitowaną wersje Diablo VT 6.0 SE. 
Ten model był dostępny tylko w dwóch kolorach; złoty metalik „Oro Elios” reprezentował wschód słońca, a zmieniający kolor brązowo-bordowy „Marrone Eklipsis” reprezentował zachód słońca. 
Inne zmiany obejmują nowy kolektor dolotowy z magnezu, krótką skrzynię biegów, specjalną wersję tapicerki, zaciski hamulcowe ze znaczkiem „Lamborghini”, pełną  nawigacje oraz ulepszone wykończenie wnętrza z elementami włókna węglowego. 
Moc wyjściowa pozostała taka sama jak w Diablo VT 6.0. Produkcja została ograniczona do 40 sztuk.

#### Edycje specjalne

##### AlpineEdition
Specjalna seria dwunastu modeli Diablo VT została wyprodukowana wyłącznie na rynek Stanów Zjednoczonych w 1999 roku i nosiła nazwę Alpine Edition .
Ponieważ Diablo korzystał ze sprzętu stereo firmy Alpine od samego początku, ta bardzo limitowana produkcja miała na celu zaprezentowanie i uczczenie współpracy Lamborghini i Alpine. 
Edycja Alpine była standardowym Diablo VT bez modyfikacji silnika, ale cechująca się zmianami wizualnymi w postaci wykończeń z włókna węglowego w różnych miejscach, ale najważniejszą różnicą był system multimedialny :
- Odbiornikiem stereo był topowy model CVA-1005 ze zintegrowanym systemem nawigacji;

- w pakiecie znajdował się również odtwarzacz DVD,
- 6-płytowa zmieniarka CD
- najwyższej jakości głośniki wysokotonowe, średniotonowe i subwoofery Alpine,
- zasilane przez wzmacniacze Alpine ze znaczkiem „Lamborghini”

Logo Alpine zdobiło zagłówki siedzeń, dywaniki i specjalny pokrowiec samochodowy dołączony do tego rzadkiego modelu. 

##### MomoEdition:
Kolejna specjalna seria dwunastu samochodów modeli VT na rynek amerykański składała się z VT Roadster i nosiła nazwę Momo Edition .
Momo Edition zaspokajało zainteresowanie amerykańskich nabywców samochodów produktami z rynku wtórnego. Lamborghini, zamiast wydawać pieniądze na rozwój niektórych komponentów samochodowych, korzystało z usług dostawców części zamiennych, takich jak Alpine i MOMO, aby wyposażyć Diablo.
Momo Edition także bazowało na standardowym VT Roadster, jednakże posiadało :
- specjalną tapicerkę i 4-punktowe pasy bezpieczeństwa MOMO
- chromowane koła MOMO.

Podobnie jak edycja Alpine, edycja Momo miała również logo MOMO wyhaftowane na zagłówkach siedzeń i dywanikach podłogowych. 

#### Silnik (5.7)
- V12 5,7 l (5707 cm³), 4 zawory na cylinder, DOHC[1]
- Układ zasilania: wtrysk[1]
- Średnica × skok tłoka: 86,00 mm × 78,00 mm[1]
- Stopień sprężania: 10,0:1
- Moc maksymalna: 517 KM (380,3 kW) przy 7100 obr./min
- Maksymalny moment obrotowy: 580 N•m przy 5900 obr./min

#### Osiągi (5.7)
- Przyspieszenie 0-100 km/h: 4,0 s
- Prędkość maksymalna: 329 km/h[1]

#### Silnik (6.0)
- V12 6,0 l (5992 cm³), 4 zawory na cylinder, DOHC
- Układ zasilania: wtrysk
- Średnica × skok tłoka: 87,00 mm × 84,00 mm
- Stopień sprężania: 10,7:1[13]
- Moc maksymalna: 550 KM (404,9 kW) przy 7100 obr./min
- Maksymalny moment obrotowy: 620 N•m przy 5500 obr./min

#### Osiągi (6.0)
- Przyspieszenie 0-100 km/h: 3,9 s
- Prędkość maksymalna: 335 km/h

### Roadster Diablo VT
Diablo VT Roadster został wprowadzony na rynek w grudniu 1995 roku i był wyposażony w sterowany elektronicznie dach targa z włókna węglowego, który był przechowywany w momencie złożenia nad pokrywą silnika. Oprócz dachu nadwozie roadstera zostało zmienione w stosunku do modelu VT ze stałym dachem na wiele sposobów. 
Zmieniono przedni zderzak, zastępując poczwórne prostokątne światła drogowe dwoma prostokątnymi i dwoma okrągłymi. Kanały chłodzenia hamulców zostały przeniesione do wnętrza świateł drogowych i zmienione na paski, podczas gdy tylne kanały miały pionowy malowany wzór widoczny w SE30.
Pokrywa silnika została znacznie zmieniona, aby zapewnić odpowiednią wentylację, gdy zakrywał ją panel dachowy. Roadster posiadał również zmienione 17-calowe koła. Wloty powietrza na górze / po bokach były większe niż coupé Diablo. W przypadku Diablo SV, VT i VT Roadster z 1998 r. Koła zostały zmodernizowane do 18 cali, aby pomieścić większe hamulce, a moc silnika wzrosła do 530 KM (395 kW; 537 KM) poprzez dodanie układu zmiennych faz rozrządu. Prędkość maksymalna została również podniesiona do 335 km / h (208 mph).

#### Millennium Roadster
Limitowana seria 30 samochodów na rok modelowy 2000, po wprowadzeniu Diablo VT 6.0  
Ten model „Millennium Roadster” był dostępny tylko w dwóch kolorach, Titanium Metallic i żółtym, a 10 samochodów eksportowanych do Stanów Zjednoczonych było wykończonych w kolorze Titanium Metallic. 
Poza opcjonalnym spojlerem z włókna węglowego, specjalnym dwukolorowym skórzanym wnętrzem i tylnym mechanizmem różnicowym SV o krótszym przełożeniu (zapewniającym lepsze przyspieszenie), 
Model ten nie zawierał znaczących zmian w stosunku do poprzedniego projektu i służył jedynie jako ostateczny hołd dla odchodzącego roadstera.

### Diablo GT
Lamborghini wprowadziło Diablo GT w 1999 roku. Wyprodukowano 80 egzemplarzy.
Diablo GT był wersją stworzoną pod wypady na tor i zawierał wiele unikalnych komponentów dostępnych wyłącznie w tym modelu. GT wyposażony w radykalnie zmienione agresywne nadwozie, okrojone wnętrze i powiększony silnik. Wariant GT był dostępny wyłącznie w Europie, ale niektóre egzemplarze eksportowano do Stanów Zjednoczonych.
Zmiany zewnętrzne obejmowały całkowicie nowy pas przedni z czarnego włókna węglowego z dużymi kanałami hamulcowymi i centralnym odpowietrznikiem chłodnicy oleju (samochód nadal posiadał światła drogowe, takich jak użyto w Diablo VT Roadster). W przedniej pokrywie bagażnika dodano duży wlot powietrza, a małe narożne otwory wentylacyjne na przednich błotnikach zmieniono na kanały w stylu NACA. Nadkola zostały poszerzone, aby pomieścić szerszy przedni rozstaw kół. Z tyłu zderzak i jego lampy zostały całkowicie usunięte i zastąpione dyfuzorem z włókna węglowego, który zintegrował światła przeciwmgielne i cofania z zewnętrzną parą tylnych świateł i osłaniał parę dużych centralnie zamontowanych rur wydechowych. Pokrywa silnika zawierała duży centralny kanał powietrzny  wystający ponad dach; tylny spojler był standardowym wyposażeniem.
To nowe nadwozie składało się głównie z włókna węglowego, a stalowy dach i aluminiowe drzwi były jedynymi elementami, które zachowały swój standardowy materiał. 
Specjalne 3-częściowe koła OZ dopełniły zewnętrznego pakietu GT.
Jeśli chodzi o wnętrze, GT miał bardziej widoczne panele z włókna węglowego, wyścigowe fotele kubełkowe z 4-punktowymi pasami bezpieczeństwa, mniejszą kierownicę i opcjonalny ekran Alpine LCD do nawigacji GPS wraz z zamontowaną na zderzaku kamerą cofania.
Klimatyzacja była nadal instalowana jako standardowe wyposażenie; poduszki powietrzne można opcjonalnie pominąć.
Podczas gdy podstawowy blok V12 pozostał taki sam, zmieniono skok tłoka z 80 mm (3,1 cala) do 84 mm (3,3 cala), aby uzyskać nową pojemność skokową 6,0 l (366 cu in); 
Ten sam silnik,  był używany w poprawionym Diablo VT 6.0, miał moc wyjściową 575 KM (423 kW; 567 KM) i moment obrotowy 630 N⋅m (465 lb⋅ft).
Skrzynia biegów była tą samą 5-biegową jednostką, co w innych wariantach Diablo, ale kupujący mógł określić inne przełożenia.
W samochodzie pominięto napęd na wszystkie koła, aby zaoszczędzić na masie.

#### Diablo Jota GT1 LM
Na początku 1995 roku Lamborghini chciał zbudować Diablo w specyfikacji GT1, aby rywalizować w 24-godzinnym wyścigu Le Mans .
Amos Racing w Wielkiej Brytanii otrzymał kontrakt na opracowanie pojazdu i przygotowanie go na 24-godzinny wyścig w czerwcu 1995 r. 
Zespół Formuły 1 Larrousse w tamtym czasie, również objęty kontraktem z Lamborghini, przeprowadził pierwsze testy w imieniu Lamborghini i Amos Racing.
Najwyraźniej tuż przed wyścigiem nieporozumienie między proponowanym uczestnikiem a fabryką ,uniemożliwiły uruchomienie samochodu.
A także spór prawny między nimi spowodowały zakończenie projektu

#### JGTC Diablo Jota lub SE30 Jota R serii P
W 1995 roku, aby wziąć udział w wyścigach JGTC w Japonii, Japan Lamborghini Owners Club (JLOC) zlecił Lamborghini opracowanie dwóch samochodów wyścigowych i jednego samochodu drogowego w celu homologacji samochodów do wyścigów.
Samochody zostały opracowane przy wsparciu technicznym Lamborghini Engineering i otrzymały nazwę Jota. Wszystkie trzy samochody istnieją w Japonii. 
Pierwszy samochód, Jota PO.01, faktycznie startował w wyścigach serii JGTC w sezonach 1995 i 1996. 
Ma silnik z suchą miską olejową o pojemności 5707 cm3 (5,7 l) z technologią Multi Mode Engine Control (MMEC), która została opracowana w ramach wyzwania Formuły 1 w sezonie 1991.

Drugi samochód, Jota PO.02, również został opracowany w 1995 roku ze specyfikacjami do wyścigów długodystansowych i brał udział w wyścigu Suzuka na 1000 km. Chociaż planowano wystartować w 24-godzinnym wyścigu Le Mans, ale z nieznanych przyczyn nie wystartował. 

Trzeci samochód, Jota PO.03, ma specyfikacje do użytku drogowego z silnikiem z suchą miską olejową i MMEC.

#### Diablo GT1 Stradale
Podążając śladami Porsche w 1996 roku z GT1, czyli specjalnie zbudowanym samochodem wyścigowym, który wywołał poruszenie w sportach motorowych, 
Lamborghini zleciło Signes Advanced Technologies (SAT), firmie z siedzibą w Tulonie we Francji, specjalizującej się w produkcji prototypów samochodów wyścigowych, aby opracować wyścigową wersję Diablo, aby wziąć udział w wyścigach klasy GT1.
Firma ta zbudowała całkowicie nowe podwozie wykonane z rur stalowych i karoserii z włókna węglowego, przypominające drogowe Diablo z Lamborghini łącząc go z silnikiem posiadającym homologację. Silnik V12 o pojemności 5,7 l używany w standardowych wariantach Diablo został zmodyfikowany do pojemności skokowej 6,0 l przy użyciu przeprogramowanego systemu zarządzania silnikiem. Nowy silnik miał maksymalną moc 655 KM (482 kW; 646 KM) przy 7500 obr./min i 687 N⋅m (507 lb⋅ft) momentu obrotowego przy 5500 obr./min i przenosił moc na tylne koła przez 6-biegową Sekwencyjna manualna skrzynia biegów Hewland. 
Gotowy samochód ważył łącznie 1050 kg (2315 funtów), co czyni go najlżejszym wariantem Diablo, jaki kiedykolwiek wyprodukowano.
Nadwozie zawierało poważne modyfikacje i miało niewiele wspólnego z samochodem drogowym. Jedną z głównych zmian był bardzo głęboki przedni spojler i stałe światła przednie (jak w wersjach po liftingu) wraz z regulowanym tylnym spojlerem. Przednia i tylna część samochodu były całkowicie zdejmowane, aby umożliwić łatwy dostęp do mechaniki samochodu, rozstaw osi i długość samochodu zostały zwiększone w porównaniu ze standardowym Diablo w celu zwiększenia osiągów. 
Większe wloty powietrza z tyłu, kanały NACA w pobliżu drzwi i wlotów powietrza z Diablo SV poprawiono chłodzenie silnika.
Samochód wykorzystywał nożycowe drzwi i tylne światła ze zwykłego Diablo, co jeszcze bardziej zwiększyło jego podobieństwo do modelu drogowego.
Inne funkcje obejmowały specjalnie zaprojektowane wyścigowe wnętrze, okna z pleksiglasu, 18-calowy wyścigowe koła OZ z centralną śrubą i zintegrowana klatka bezpieczeństwa. Samochód został zaprezentowany w 1997 roku w fabryce w obecności przedstawicieli FIA, którzy zatwierdzili i homologowali samochód do wyścigów.
Jednak trudności finansowe otaczające Lamborghini w tamtym czasie zmusiły firmę do zaprzestania dalszych prac nad projektem.
Zbudowano tylko 2 samochody, jeden był przeznaczony do wyścigów, a jeden był wersją dopuszczoną do ruchu drogowego, w której zrzucono tylne skrzydło.
- Wersja wyścigowa została kupiona przez zespół wyścigowy JLOC z Japonii, który używał jej w wyścigach serii JGTC do czasu porzucenia serii,
- Wersja drogowa pozostawała własnością SAT do czasu sprzedaży firmie Mistral Motors we Włoszech.

#### Diablo SV-R
Diablo SV-R, zaprezentowany na Salonie Samochodowym w Genewie w 1996 roku, jest lekką, wyczynową wersją SV i pierwszym Lamborghini, które zostało oficjalnie zbudowane do celów sportów motorowych, ponieważ Ferruccio Lamborghini nigdy nie chciał budować „legalnych samochodów wyścigowych” jak rywal Ferrari .
Zamiast spełniać wymagania jakiejkolwiek ustalonej serii wyścigów, Lamborghini stworzył własne Lamborghini Supertrophy, które trwało cztery lata (zastąpione później GTR Supertrophy dla Diablo GTR ), a jego inauguracyjna runda odbyła się jako wyścig wspierający 24-godzinny wyścig z 1996 roku z Le Mans .
Zgłoszonych 28 Diablo SV-R, które zostały zbudowane w ciągu 4 miesięcy na linii montażowej Diablo wraz z seryjnymi SV, ukończyło to pierwsze wydarzenie bez większych problemów. 
Diablo SV-R posiadał okrojone wnętrze z klatką bezpieczeństwa, fotelem wyścigowym i zdejmowaną kierownicą; boczne szyby z pleksiglasu z tradycyjnymi przesuwnymi sekcjami w wyścigowym stylu. Na zewnątrz elektryczne wysuwane reflektory zostały zastąpione stałymi (podobnymi do tych, które pojawiły się później w samochodach drogowych w 1999 roku) lub otwartymi kanałami przednich hamulców. Zamontowano większy, głębszy przedni spojler, tylny zderzak zastąpiono zespołem dyfuzora, a tradycyjne „skrzydło” Diablo zastąpiono prawdziwie regulowanym spojlerem z włókna węglowego. Boczne osłony zostały dodane ze względu na aerodynamikę, ale pozostawiało to tak mały prześwit, że trzeba było również zainstalować pneumatyczne podnośniki, aby podnieść samochód do serwisu w boksach Serwisowych, lekkie, wydrążone koła OZ z centralnym zamkiem, chociaż później zmieniono je na mocniejsze jednostki Speedline. W amortyzatorach Koni zastosowano sprężyny liniowe, które zostały wyregulowane do około dwukrotnie większej sztywności niż standardowe zawieszenie Diablo SV.  
Ze wszystkimi modyfikacjami SV-R ważył 1385 kg (3053 funtów), o 191 kg (421 funtów) mniej niż fabryczny SV.
Pod pokrywą silnika pozostał tradycyjny 5,7-litrowy silnik V12, ale został wzmocniony do 540 KM (397 kW; 533 KM) i 598 N⋅m (441 lb⋅ft) za pomocą zmienionego układu paliwowego i zmiennych faz rozrządu, które to rozwiązania pojawiły się w produkcji fabrycznej modeli Diablo. 
Silnik został sprzężony z 6-biegową manualną skrzynią biegów.  
Każdy sprzedany samochód był oferowany z sezonowym wsparciem fabrycznym i wejściem do serii jednej marki.
Wszystkie naprawy i konserwacje były przeprowadzane przez Lamborghini we własnym zakresie.

Diablo GT2
Po sukcesie Diablo SV-R, Lamborghini zdecydowało się wystartować Diablo w wyścigach klasy GT2. 
Przede wszystkim z powodu nieudanej próby wejścia do słynnej klasy GT1 w 1996 roku z Diablo GT1 Stradale. Nowy samochód został opracowany w oparciu o Diablo SV, który później stał się podstawą niesławnego Diablo GT i Diablo GTR.
Samochód nazwano Diablo GT2 i zawierał pozbawiony modyfikacji sterownika silnika, wariant 6,0-litrowego silnika V12 używanego w Diablo GT1 Stradale .
Silnik miał moc 600 KM (608 KM; 447 kW). Wnętrze zostało pozbawione wszelkich luksusów i zawierało wyścigową kierownicę ze zintegrowanym cyfrowym prędkościomierzem, system gaśniczy, wyścigowy wyłącznik odcinający, zdejmowaną pokrywę silnika z systemem szybkiego zwalniania, szyby z pleksiglasu z przesuwanymi sekcjami, zintegrowaną klatkę bezpieczeństwa, szybko napełniający się system ogniw paliwowych zamiast konwencjonalnego zbiornika paliwa, koła z centralnym zamkiem i duże stałe tylne skrzydło z CFK.
Wiele cech samochodu zostało przeniesionych do Diablo GT wraz z późniejszymi modelami Lamborghini, takimi jak ogromny wlot powietrza z przodu, zdejmowane osłony silnika, centralny podwójny układ wydechowy i sam silnik, który został przestrojony do użytku drogowego. Projekt został zezłomowany (porzucony), gdy Audi przejęło firmę. 
Samochód został zaktualizowany  w 2002 roku i był znany jako Diablo GT2 Evoluzione, podczas której zostały zmienione przednie i tylne zderzaki, tylne skrzydło z Diablo GTR, zmodyfikowano również układ wlotu powietrza do silnika, ale samochód nigdy nie brał udziału w wyścigach.

#### Diablo GTR
Po czterech latach kampanii Diablo SV-R w Diablo Supertrophy, Lamborghini wypuściło zupełnie nowy samochód na sezon 2000. 
Tak jak SV-R był gotowym do wyścigów SV, tak Diablo GTR, przekształcił Diablo GT w samochód przeznaczony na tor z podniesioną mocą, Odchudzonym wnętrzem i zmniejszoną wagą. 
Wnętrze GTR zostało odchudzone, aby zmniejszyć wagę- usunięto klimatyzację, radio, izolację dźwiękową i termiczną, 
Wyposażony został w : pojedynczy fotel wyścigowy z 6-punktowymi pasami bezpieczeństwa, systemem przeciwpożarowy i kierownicę MOMO, całkowicie zintegrowaną klatką bezpieczeństwa, stałymi oknami z pleksiglasu z przesuwanymi sekcjami i wlotem świeżego powietrza wyposażone. 
GT miał już radykalnie zmodyfikowaną karoserię, ale GTR ma tę modyfikacje jeszcze bardziej rozszerzone -  bardzo duży tylny spojler przykręcony bezpośrednio do podwozia jak typowych samochodach wyścigowych, 18-calowe  magnezowe koła Speedline z centralnym zamkiem, pneumatyczne podnośniki do podnoszenie samochodu w alei serwisowej (podobnie jak SV-R, był zbyt niski dla podnośnika) oraz awaryjny wyłącznik paliwa na lewym przednim błotniku. 
GTR wykorzystywał ten sam podstawowy 6,0-litrowy silnik V12, który zadebiutował w dopuszczonym do ruchu ulicznego GT, ale ze zmienionym układem paliwowym i zapłonowym, oddzielnymi korpusami przepustnic, dynamicznym systemem kanałów wlotu powietrza, zmiennymi fazami rozrządu, tytanowymi korbowodami, i odciążony wał korbowy.
Te ulepszenia pozwoliły silnikowi uzyskać moc wyjściową 598 KM (440 kW; 590 KM) i moment obrotowy 640 N⋅m (472 lb⋅ft). 
Silnik był sprzężony ze zwykłą 5-biegową skrzynią i napędem na tylne koła.
Do mechanizmu różnicowego i oleju przekładniowego dodano chłodnice, aby zapobiec przegrzaniu w ekstremalnych warunkach wyścigowych.
Szybko napełniające się wyścigowe ogniwo paliwowe zastąpiło standardowy zbiornik benzyny. 
Usztywniono i obniżono zawieszenie oraz zamontowano wyścigowe zaciski hamulcowe. 
Początkowo planowano wyprodukować trzydzieści samochodów, ale faktyczna produkcja wyniosła 40 sztuk, a 40 podwozi przygotowano w celu zastąpienia samochodów rozbitych w wypadkach wyścigowych. 

W rękach wielokrotnego mistrza Australii, Paula Stokella, Diablo GTR prowadzony przez zespół Lamborghini Australia wygrał mistrzostwa Australii w Pucharze Narodów 2003 i 2004. GTR był również użytkowany przez Stokella, Luke'a Youldena, Petera Hacketta i duńskiego kierowcę Allana Simonsena w 24-godzinnym wyścigu Bathurst w 2003 roku, w którym po kwalifikacjach 6. zajął od razu 8. miejsce po wielu przebiciach podczas wyścigu.